# Ilhéu Alagado
O Ilhéu Alagado é um afloramento rochoso marítimo localizado no oceano Atlântico junto à costa da ilha das Flores, no concelho de Santa Cruz das Flores com origem em escoadas lávicas basálticas submarinas. Encontra-se nas coordenadas geográficas de latitude 39º29.627'N e de longitude 31º08.988'W, a 4 milhas marítimas do Porto de Santa Cruz das Flores, concelho de Santa Cruz das Flores.

## Formação geológica e descrição
A formação geológica do Ilhéu Alagado (Santa Cruz das Flores) apresenta-se com um fundo formando por escoadas lavicas de origem vulcânica que apresentam uma morfologia relativamente suave e regular, encontrando-se parcialmente recobertos por blocos de basalto e por depósitos arenosos que se acumularam nas depressões entre as rochas de maior porte. Nas zonas desta formação voltadas à costa da ilha das Flores verificam-se algumas fracturas cujos planos deram origem a paredes rochosas de forma vertical e outras com um declive tão acentuadas que se tornam quase verticais.
Surgem ainda e em grande abundância, calhaus rolados de pequena e média dimensão, grutas de pequeno porte, calhaus dispersos pelos fundos de areia, plano de fundo negativo relativamente ao restante fundo circundante e covas de gigante.
A profundidade é muito variada, no entanto a cota ronda os 20 metros de profundidade.
O acesso a este local só pode ser feito por mar, pelo que é necessário uma embarcação que permita navegar quatro milhas marítimas, desde o ponto mais próximo na costa, o Porto de Santa Cruz.
Esta formação geológica é utilizada para a realização de mergulho de escafandro diurno tendo em atenção que devido à sua distância da costa é possível encontrar fortes correntes oceânicas e fazer a observação de uma grande variedade de vida marinha.

## Fauna e a flora dominante
A fauna e a flora dominante desta formação geológica são a Epinephelus itajara, e a Asparagopsis armata, sendo no entanto possível observar-se uma grande variedade de fauna e flora marinha em que convivem mais de 92 espécies diferente, sendo de 10.4 o Índice de Margalef.
Foi proposto nos trabalhos de Martins & Santos (1991) e Santos (1992), medidas de protecção da biodiversidade a este ilhéu.

## Fauna e flora observável
- Arreião (Myliobatis aquila),
- Água-viva (Pelagia noctiluca),
- Alga vermelha (Asparagopsis armata),
- Anêmona-do-mar (Alicia mirabilis),
- Alface do mar (Ulva rígida)
- Ascídia-flor (Distaplia corolla),
- Asparagopsis armata,
- Aglophenia tubulifera,
- Apogon imberbis
- Barracuda (Sphyraena),
- Boga (Boops boops),
- Bodião (labrídeos),
- Caravela-portuguesa (Physalia physalis),
- Chicharro (Trachurus picturatus).
- Coris julis
- castanheta-castanha
- Estrela-do-mar (Ophidiaster ophidianus),
- Falkenbergia rufuosa
- Lírio (Campogramma glaycos),
- Lithophylum incrustans
- Mero (Epinephelus itajara),
- Ouriço-do-mar-negro (Arbacia lixula),
- Peixe-cão (Bodianus scrofa),
- Peixe-porco (Balistes carolinensis),
- Peixe-balão (Sphoeroides marmoratus),
- Peixei-rei (Coris julis),
- Polvo (Octopus vulgaris),
- Pomatomus saltator
- poliquetas,
- Ratão (Taeniura grabata),
- Salmonete (Mullus surmuletus),
- Stenopus spinosus
- Trachurus picturatus.
- Zonaria flava,